# American Federation of Labor and Congress of Industrial Organizations
De Amerikaanse Federatie van Werknemers en Congres van Industriële Organisaties (Engels: American Federation of Labor and Congress of Industrial Organizations, AFL–CIO) is de grootste vakbondsfederatie in de Verenigde Staten. De federatie bestaat uit meer dan 50 nationale en internationale vakbonden, en vertegenwoordigt meer dan 12 miljoen leden 
. Hoewel het aantal vakbondsleden sedert een piek in 1979 is afgenomen, oefent het AFL-CIO nog steeds grote invloed uit, onder meer door donaties aan politieke campagnes.
De AFL-CIO ontstond in 1955 door het samengaan van de American Federation of Labor (AFL) en het Congress of Industrial Organizations (CIO). Van 1955 tot 2005 vertegenwoordigden de bij AFL–CIO aangesloten bonden praktisch alle werknemers in de VS. Een aantal vakbonden verliet de koepel in 2005 en vormde de rivaliserende Change to Win Federation, maar sommige bonden sloten zich intussen weer aan bij AFL-CIO. Een van de grootste momenteel aangesloten vakbonden is de voedings- en horecavakbond AFSCME.